# Kardynałowie z nominacji Benedykta XII
Papież Benedykt XII (1334–1342) mianował sześciu nowych kardynałów na jednym konsystorzu 18 grudnia 1338:

## Konsystorz 18 grudnia 1338
1. Gozzio Battaglia, tytularny patriarcha Konstantynopola – kardynał prezbiter S. Prisca (tytuł nadany 12 maja 1339), zm. 10 czerwca 1348.
2. Bertrand de Déaulx, arcybiskup Embrun – kardynał prezbiter S. Marco (tytuł nadany 16 stycznia 1339), następnie (4 listopada 1348) kardynał biskup Sabiny, zm. 21 października 1355.
3. Pierre Roger OSB, arcybiskup Rouen – kardynał prezbiter Ss. Nereo ed Achilleo (tytuł nadany 12 maja 1339), następnie Papież Klemens VI (7 maja 1342), zm. 6 grudnia 1352
4. Guillaume de Court OCist, biskup Albi – kardynał prezbiter Ss. IV Coronati (tytuł nadany 16 stycznia 1339), następnie (18 grudnia 1350) kardynał biskup Tusculum, zm. 12 czerwca 1361.
5. Bernard d’Albi, biskup Rodez – kardynał prezbiter S. Ciriaco alle Terme (tytuł nadany 2 sierpnia 1339), następnie (19 stycznia 1349) kardynał biskup Porto e Santa Rufina, zm. 23 listopada 1350.
6. Guillaume d’Aure OSB, opat Montolieu – kardynał prezbiter S. Stefano al Monte Celio (tytuł nadany 16 stycznia 1339), zm. 3 grudnia 1353.